# روترفورد (پنسیلوانیا)
روترفورد (به انگلیسی: Rutherford) یک منطقهٔ مسکونی در ایالات متحده آمریکا است که در Dauphin County واقع شده‌است. روترفورد ۳٫۳ کیلومتر مربع مساحت و ۴٬۳۰۳ نفر جمعیت دارد و ۱۵۵٫۴۵ متر بالاتر از سطح دریا واقع شده‌است.